# بوينغ واي 1-20
طائرة بوينغ واي 1 بي-20 (Y1B-20) هي نموذج محسن من بوينغ أكس بي-15 وكانت أكبر قليلا من سابقتها وتستخدام محركات أكثر قوة. قدمت للجيش الأميريكي في أوائل عام 1938 وتم طلب طائرتين إلا أن العقد ألغي قبل بدء البناء.
على الرغم من إلغائها، آصبحت تصميم الطائرة أساس طائرة واي 1 بي-20 سوبرفورترس.

## المواصفات
الخصائص العامة
- الطاقم: 10
- الطول: 109 ft 2 in (33.3 m)
- باع الجناح: 157 ft 0 in (47.8 m)
- الارتفاع: 23 ft 4 in (7.1 m)
- مساحة الجناح : ft² (m²)
- الوزن فارغة: 87,500 lb (39,700 kg)
- الوزن محملة: 91,500 lb (41,500 kg)
- وزن الإقلاع الأقصى: 105,100 lb (47,700 kg)
- محرك الطائرة: 4 × رايت آر-2600 توين سيكلون-A73, 1,350 hp (1,000 kW)  الواحد

الأداء
- السرعة القصوى: 258 mph (224 knots, 415 km/h)
- سرعة العبور: 242 mph (210 knots, 389 km/h)
- مدى (طائرة): 4,000 mi (3,500 nm, 6,400 km)
- نسبة القدرة إلى الوزن: 0.059 hp/lb (97 W/kg)